# Lycopus americanus
Lycopus americanus là một loài thực vật có hoa trong họ Hoa môi. Loài này được Muhl. ex W.P.C.Barton mô tả khoa học đầu tiên năm 1815.

## Hình ảnh

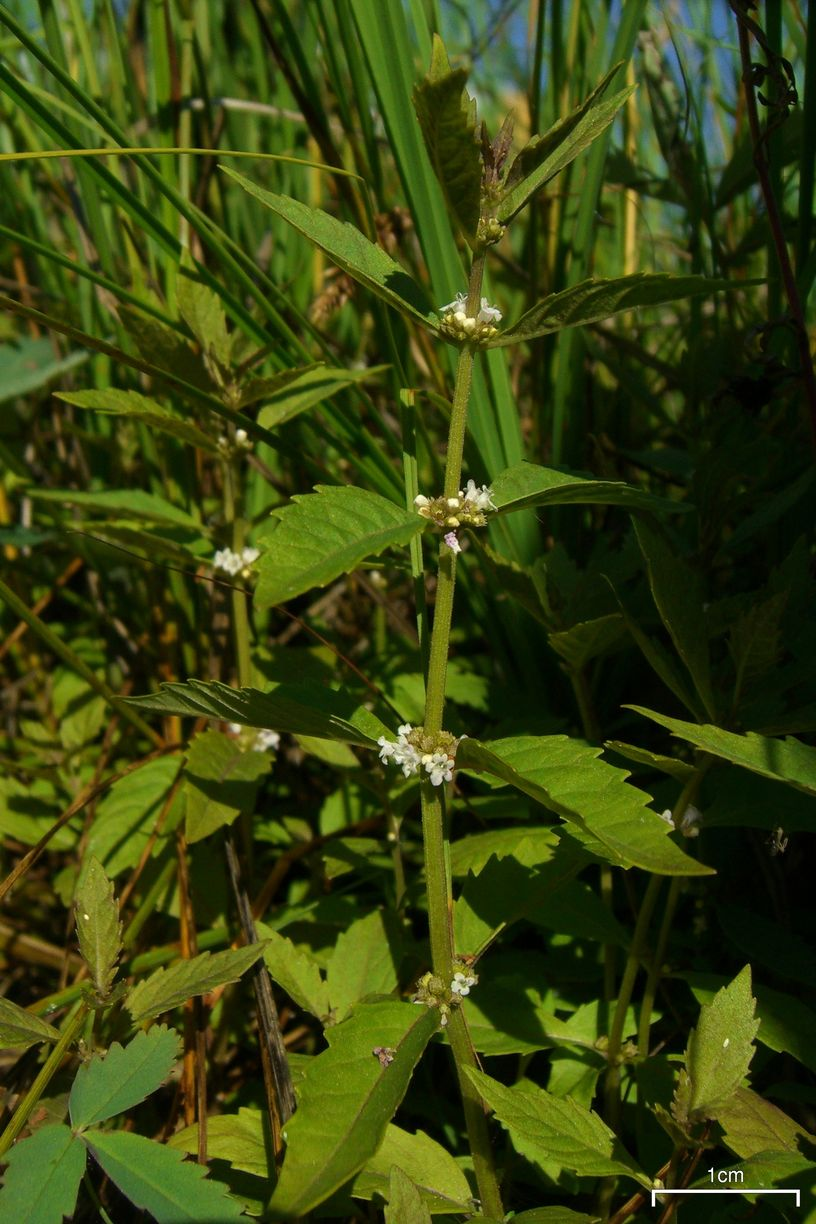
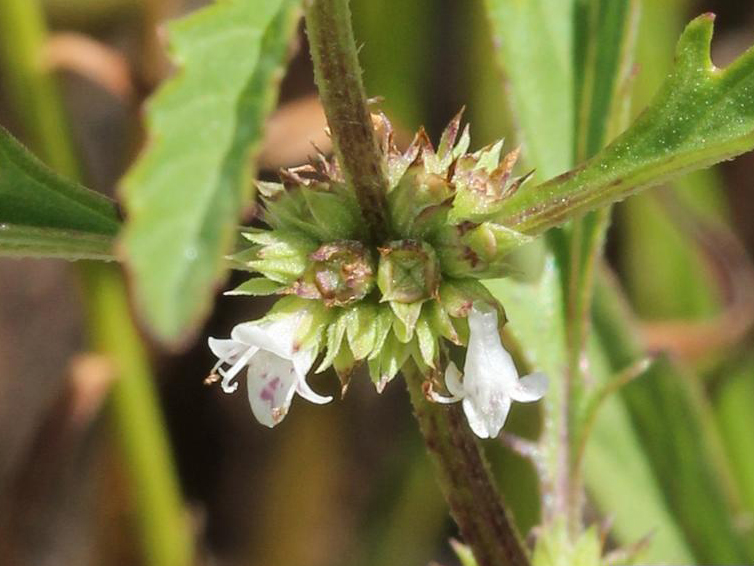
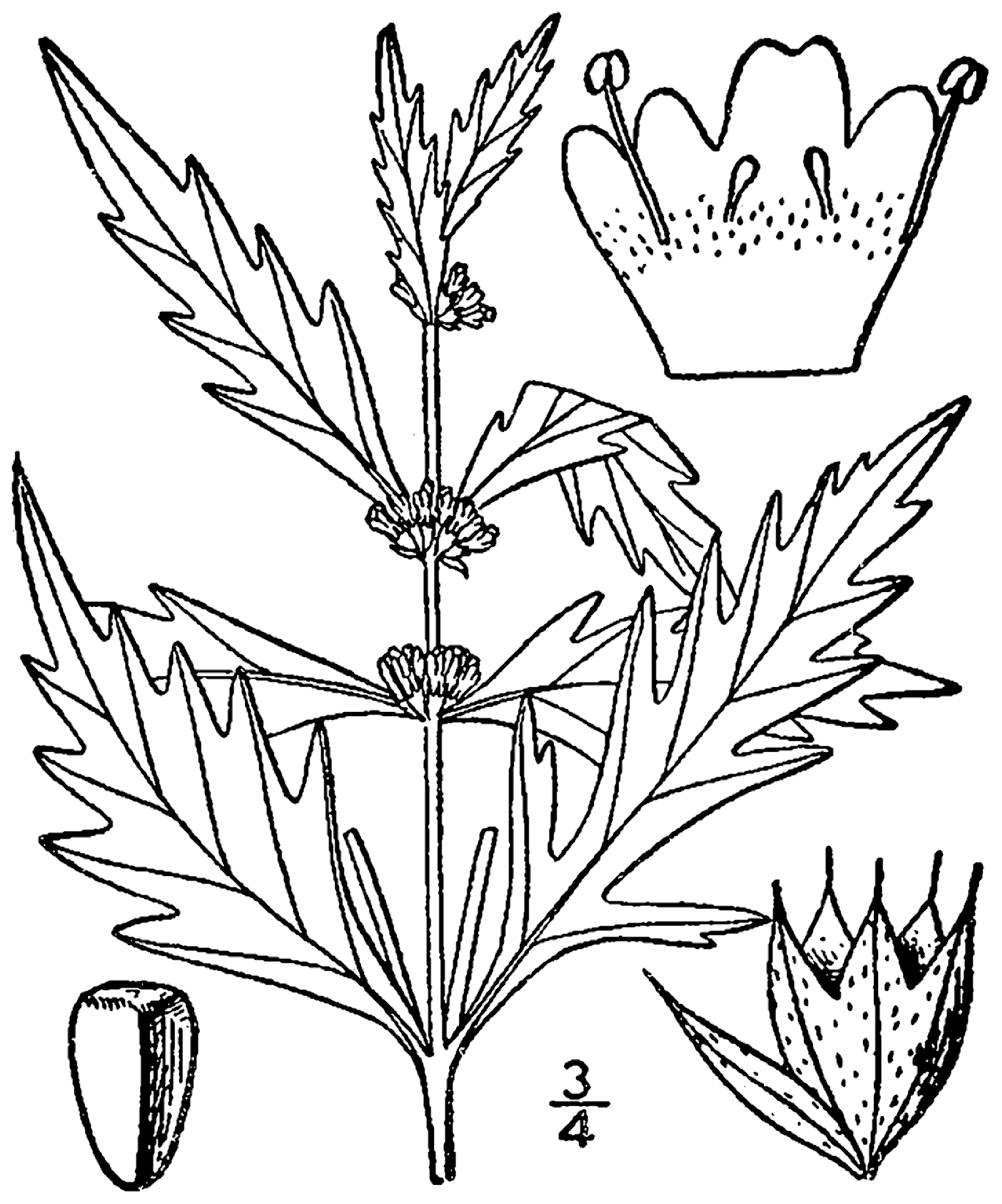
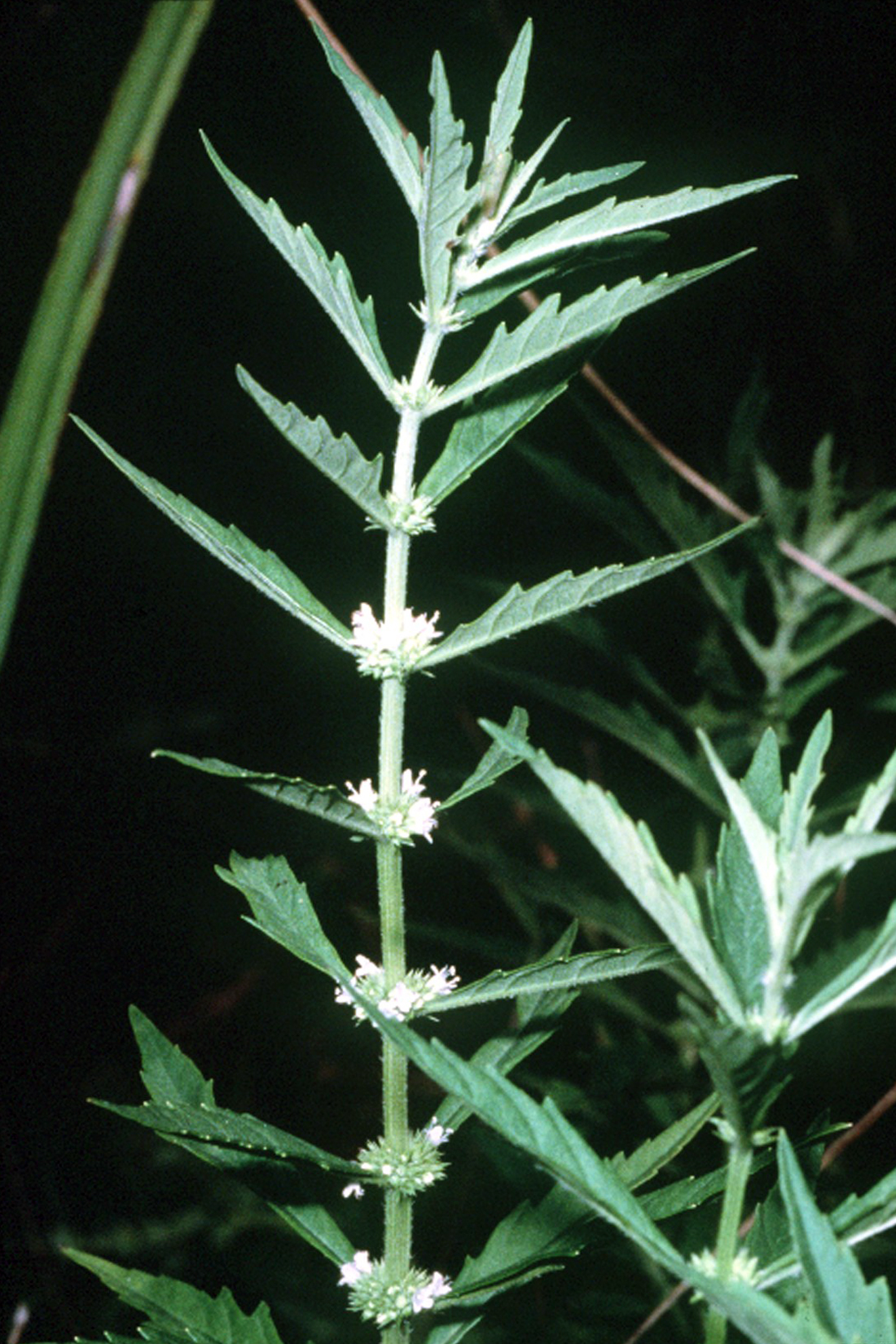